# Handball-Europameisterschaft 2008/Slowenien
In diesem Artikel wird die slowenische Männer-Handballnationalmannschaft bei der Europameisterschaft 2008 in Norwegen behandelt.

## Qualifikation
→ Siehe Handball-Europameisterschaft 2008 

## Mannschaft

### Kader
| Nr.                           | Name                          | Verein                        | LS/Tore (vor EM)              | Spiele                        | Tore                          |                               | Zeitstrafen                   |                               |
| Torhüter (% gehaltener Bälle) | Torhüter (% gehaltener Bälle) | Torhüter (% gehaltener Bälle) | Torhüter (% gehaltener Bälle) | Torhüter (% gehaltener Bälle) | Torhüter (% gehaltener Bälle) | Torhüter (% gehaltener Bälle) | Torhüter (% gehaltener Bälle) | Torhüter (% gehaltener Bälle) |
| ----------------------------- | ----------------------------- | ----------------------------- | ----------------------------- | ----------------------------- | ----------------------------- | ----------------------------- | ----------------------------- | ----------------------------- |
| 12                            | Gorazd Škof                   | RK Celje                      | 73 / 0                        | 6                             | (34 %)                        | -                             | -                             | -                             |
| 16                            | Beno Lapajne                  | CAI BM Aragón                 | 202 / 0                       | 6                             | (37 %)                        | -                             | 1                             | -                             |
| Feldspieler                   |                               |                               |                               |                               |                               |                               |                               |                               |
| 2                             | Miladin Kozlina               | RK Celje                      | 87 / 218                      | 4                             | 4                             | 1                             | 1                             | -                             |
| 3                             | Goran Kozomara                | AaB Håndbold                  | 55 / 51                       | 6                             | 11                            | -                             | 4                             | -                             |
| 5                             | Jure Dobelšek                 | RK Velenje                    | 16 / 33                       | 4                             | 6 / 1                         | -                             | 1                             | -                             |
| 6                             | Ognjen Backovič               | SD Teucro                     | 110 / 169                     | 2                             | 1                             | 1                             | 2                             | -                             |
| 7                             | Vid Kavtičnik                 | THW Kiel                      | 81 / 227                      | 6                             | 25 / 11                       | -                             | 1                             | -                             |
| 8                             | Matjaž Mlakar                 | RK Velenje                    | 55 / 84                       | 6                             | 8                             | 3                             | 4                             | -                             |
| 9                             | Jure Natek                    | Chambéry Savoie HB            | 94 / 210                      | 6                             | 27                            | 5                             | 5                             | -                             |
| 11                            | Roman Pungartnik              | VfL Gummersbach               | 165 / 673                     | 4                             | 7                             | -                             | -                             | -                             |
| 13                            | David Špiler                  | RK Celje                      | 43 / 81                       | 6                             | 9 / 3                         | -                             | -                             | -                             |
| 14                            | Rok Praznik                   | RK Koper                      | 39 / 72                       | 6                             | 2 / 1                         | 3                             | 6                             | -                             |
| 15                            | Aleš Pajovič                  | BM Ciudad Real                | 161 / 614                     | 6                             | 39 / 10                       | 1                             | 3                             | 1                             |
| 17                            | Dragan Gajič                  | RK Celje                      | 47 / 109                      | 4                             | 1                             | -                             | -                             | -                             |
| 20                            | Luka Žvižej                   | SC Szeged                     | 107 / 284                     | 5                             | 15 / 1                        | 1                             | -                             | -                             |
| 23                            | Uroš Zorman                   | BM Ciudad Real                | 113 / 284                     | 6                             | 15                            | 1                             | 2                             | -                             |
|                               |                               | Gesamt                        | 1338 / 2940                   | 6                             | 171 / 27                      | 16                            | 30                            | 1                             |
| Trainer/Betreuer              |                               |                               |                               |                               |                               |                               |                               |                               |
|                               | Miro Pozun                    |                               | Trainer                       |                               |                               |                               |                               |                               |
|                               | Boris Denič                   |                               | Co-Trainer                    |                               |                               |                               |                               |                               |

## Vorrundenspiele (Gruppe A)
In der Vorrunde trifft die slowenische Mannschaft auf Polen, Tschechien und Kroatien.

### Slowenien 34:32 (16:14) Tschechien
(17. Januar, in Stavanger, Stavanger Idrettshall)
SLO: Gorazd Škof, Beno Lapajne – Vid Kavtičnik (12/10), Aleš Pajovič (7), Luka Žvižej (5), Jure Natek (4), Uroš Zorman (3), Matjaž Mlakar (1), Rok Praznik (1/1), Roman Pungartnik (1), David Špiler, Miladin Kozlina, Goran Kozomara, Dragan Gajič
CZE: Martin Galia, Petr Štochl – Jan Filip (10), Alois Mráz (8), Petr Hrubý (3), Karel Nocar (3), Tomáš Heinz (2), Tomáš Řezníček (2), Jiří Vítek (2), Michal Brůna (2), Martin Šetlík, Jan Sobol, Pavel Horák, Martin Prachar

### Polen 33:27 (23:14) Slowenien
(18. Januar, in Stavanger, Stavanger Idrettshall)
POL: Sławomir Szmal, Adam Weiner – Karol Bielecki (9), Grzegorz Tkaczyk (6), Tomasz Tłuczyński (5/2), Bartosz Jurecki (4), Mariusz Jurasik (3), Bartłomiej Jaszka (2), Marcin Lijewski (2), Michał Jurecki (1), Krzysztof Lijewski (1), Mateusz Jachlewski, Artur Siódmiak, Patryk Kuchczyński
SLO: Gorazd Škof, Beno Lapajne – Aleš Pajovič (7/2), Roman Pungartnik (3), Jure Dobelšek (3), Luka Žvižej (3/1), Matjaž Mlakar (2), Jure Natek (2), Miladin Kozlina (2), Vid Kavtičnik (2), David Špiler (1), Uroš Zorman (1), Goran Kozomara (1), Rok Praznik 

### Kroatien 29:24 (16:15) Slowenien
(20. Januar, in Stavanger, Stavanger Idrettshall)
KRO: Dragan Jerković, Mirko Alilović – Ivano Balić (7), Igor Vori (4), Nikša Kaleb (4), Petar Metličić (4), Zlatko Horvat (3), Domagoj Duvnjak (2), Renato Sulić (2), Tonči Valčić (1), Drago Vuković (1), Blaženko Lacković (1), Ivan Čupić, Denis Špoljarić
SLO: Gorazd Škof, Beno Lapajne – Aleš Pajovič (7/3), Uroš Zorman (3), Goran Kozomara (3), Vid Kavtičnik (3), Matjaž Mlakar (2), Luka Žvižej (2), Ognjen Backovič (1), Roman Pungartnik (1), Jure Natek (1), Dragan Gajič (1), Rok Praznik, David Špiler

## Hauptrundenspiele (Gruppe I)
In der Vorrunde trifft die slowenische Mannschaft auf Dänemark, Montenegro und Norwegen.

### Slowenien 31:29 (16:13) Montenegro
(22. Januar, in Stavanger, Stavanger Idrettshall)
SLO: Gorazd Škof, Beno Lapajne – Aleš Pajovič (9/5), Jure Natek (6), Uroš Zorman (4), David Špiler (3), Vid Kavtičnik (3), Roman Pungartnik (2), Luka Žvižej (2), Goran Kozomara (2), Matjaž Mlakar, Rok Praznik, Jure Dobelšek, Ognjen Backovič 
MNE: Rade Mijatović, Goran Stojanović - Draško Mrvaljević (5/1), Aleksandar Svitlica (4), Alen Muratović (4/2), Petar Kapisoda (4/1), Ratko Đurković (3), Žarko Marković (3), Zoran Roganović (3), Novica Rudović (1), Marko Pejović (1), Mirko Milašević (1), Goran Đukanović, Marko Dobrković 

### Slowenien 33:29 (14:13) Norwegen
(23. Januar, in Stavanger, Stavanger Idrettshall)
SLO: Gorazd Škof, Beno Lapajne – Jure Natek (9), David Špiler (5/3), Aleš Pajovič (5), Goran Kozomara (4), Vid Kavtičnik (4), Luka Žvižej (2), Uroš Zorman (2), Matjaž Mlakar (1), Miladin Kozlina (1), Rok Praznik, Jure Dobelšek, Dragan Gajič 
NOR: Steinar Ege, Ole Erevik – Frank Løke (7), Kristian Kjelling (7), Frode Hagen (5), Thomas Skoglund (3), Bjarte Myrhol (2), Glenn Solberg (1), Håvard Tvedten (1), Kjetil Strand (1), Rune Skjærvold (1), Børge Lund (1), Jan Thomas Lauritzen, André Jørgensen

### Slowenien 23:28 (11:15) Dänemark
(24. Januar, in Stavanger, Stavanger Idrettshall)
SLO: Gorazd Škof, Beno Lapajne – Jure Natek (5), Aleš Pajovič (4), Matjaž Mlakar (3), Jure Dobelšek (3/1), Uroš Zorman (2), Miladin Kozlina (1), Vid Kavtičnik (1/1), Dragan Gajič (1), Rok Praznik (1), Luka Žvižej (1), Goran Kozomara (1), David Špiler
DÄN: Kasper Hvidt, Peter Henriksen – Lars Christiansen (8/4), Lasse Boesen (6), Kasper Søndergaard Sarup (3), Michael V. Knudsen (3), Mikkel Aagaard (2), Lars Krogh Jeppesen (2), Joachim Boldsen (2), Kasper Nielsen (1), Bo Spellerberg (1), Lars Jørgensen, Jesper Jensen, Jesper Nøddesbo